# Sistema stellare

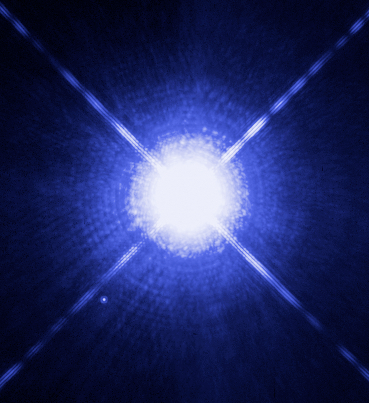
Il sistema stellare di Sirio, costituito dalle stelle Sirio A e Sirio B (il puntino in basso a sinistra)

In astronomia, un sistema stellare è un gruppo di stelle che orbitano intorno a un comune centro di massa. Anche se questa definizione è piuttosto simile a quella di ammasso stellare, il termine sistema stellare è generalmente riservato per gruppi molto piccoli, in genere due o tre, che sono strettamente legati dalla mutua attrazione gravitazionale.

## Sistemi stellari binari
Un sistema stellare di due stelle è conosciuto come stella binaria. Tali sistemi sono stabili in assenza di perturbazioni esterne. Il loro moto può essere descritto dal problema dei due corpi.

## Sistemi stellari multipli

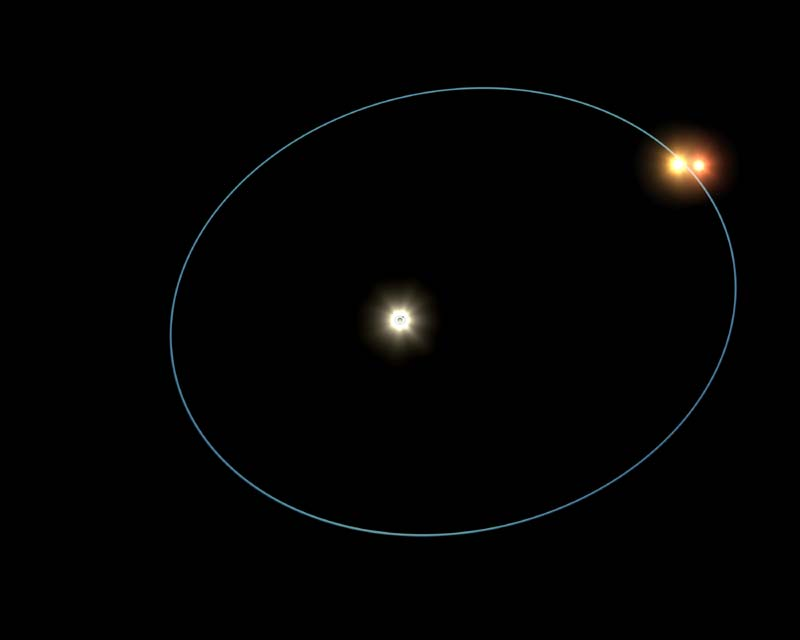
Rappresentazione artistica di HD 188753, un sistema stellare triplo

Un sistema stellare con tre stelle è detto stella tripla, ed esistono sistemi anche più numerosi. Sistemi con tre o più stelle possono essere instabili, ed uno degli eventi finali può essere l'espulsione di una o più stelle dal sistema. Gli scienziati trovano molta difficoltà nel modellizzare tali sistemi, perché le loro orbite sono spesso caotiche.
Un caso in cui i sistemi stellari multipli possono sopravvivere a lungo è quando formano stelle binarie le cui componenti sono a loro volta binarie molto strette, ovverosia molto vicine tra loro. In questo caso, le due stelle vicine si comportano come un'unica stella ai fini gravitazionali, e il sistema è stabile. Castore (α Geminorum) è un esempio di stella di questo tipo: due coppie di binarie strette orbitano l'una attorno all'altra, facendone un sistema quadruplo; un'altra doppia stretta orbita attorno alle prime quattro, portando il totale a sei. Tali sistemi di stelle sono piuttosto comuni: Mizar (ζ Ursae Majoris) è un altro esempio famoso.

## Esempi
Tra i sistemi stellari ben conosciuti troviamo:
- Sirio e Procione (sistemi binari con nana bianca)
- α Centauri (tre stelle)
- Alcyone (quattro stelle)
- Castore (sei stelle)
- Mizar (sei stelle)
- Sigma Orionis (cinque stelle)
- Beta Capricorni (sestupla sospetta ottupla nel Capricorno)